# Adolf Słuszniak
Adolf Słuszniak ps „Aleksander Zawojski” (ur. 9 stycznia 1894 w Szreniawie, zm. 18 marca 1925 w Pstroszycach) – żołnierz kawalerii Legionów Polskich i plutonowy Wojska Polskiego II RP, kawaler Orderu Virtuti Militari.

## Życiorys
Urodził się w rodzinie Łukasza i Pauliny z Muchów. Absolwent szkoły powszechnej. Od sierpnia 1914 w Legionach Polskich. Żołnierz 2 szwadronu kawalerii w późniejszym 2 pułku ułanów podległym II Brygadzie Legionów Polskich, z którym walczył podczas I wojny światowej.
Szczególnie odznaczył się podczas szarży pod Rokitną, za udział w której otrzymał Order Virtuti Militari.
Po kryzysie przysięgowym w 1917 zwolniony, pracował w gospodarstwie rodzinnym. 
Ochotnik w szeregach odrodzonego Wojska Polskiego, z którym walczył podczas wojny polsko-bolszewickiej.

## Życie prywatne
Żonaty z Małgorzatą z d. Cegła. Mieli syna Jana (ur. 1925).

## Ordery i odznaczenia
- Krzyż Srebrny Orderu Wojskowego Virtuti Militari nr 5496[1][2]
- Krzyż Niepodległości – 2 maja 1933 „za pracę w dziele odzyskania niepodległości”[3]
- Krzyż Walecznych[1]